# شاترا
شاترا رمزها «CH» (بالإنجليزية: Chatra)‏ ، هو تقسيم إداري لدولة الهند تتبع ولاية جهارخاند (بالإنجليزية: Jharkhand)‏ ، مركزها هو مدينة شاترا (بالإنجليزية: Chatra)‏ عدد سكانها حسب تعداد سنة 2001 هو 790,680 ، مساحتها 3,700 كم² وكثافة السكان 214 لكل كم² .